# Bourgogne Passetoutgrain

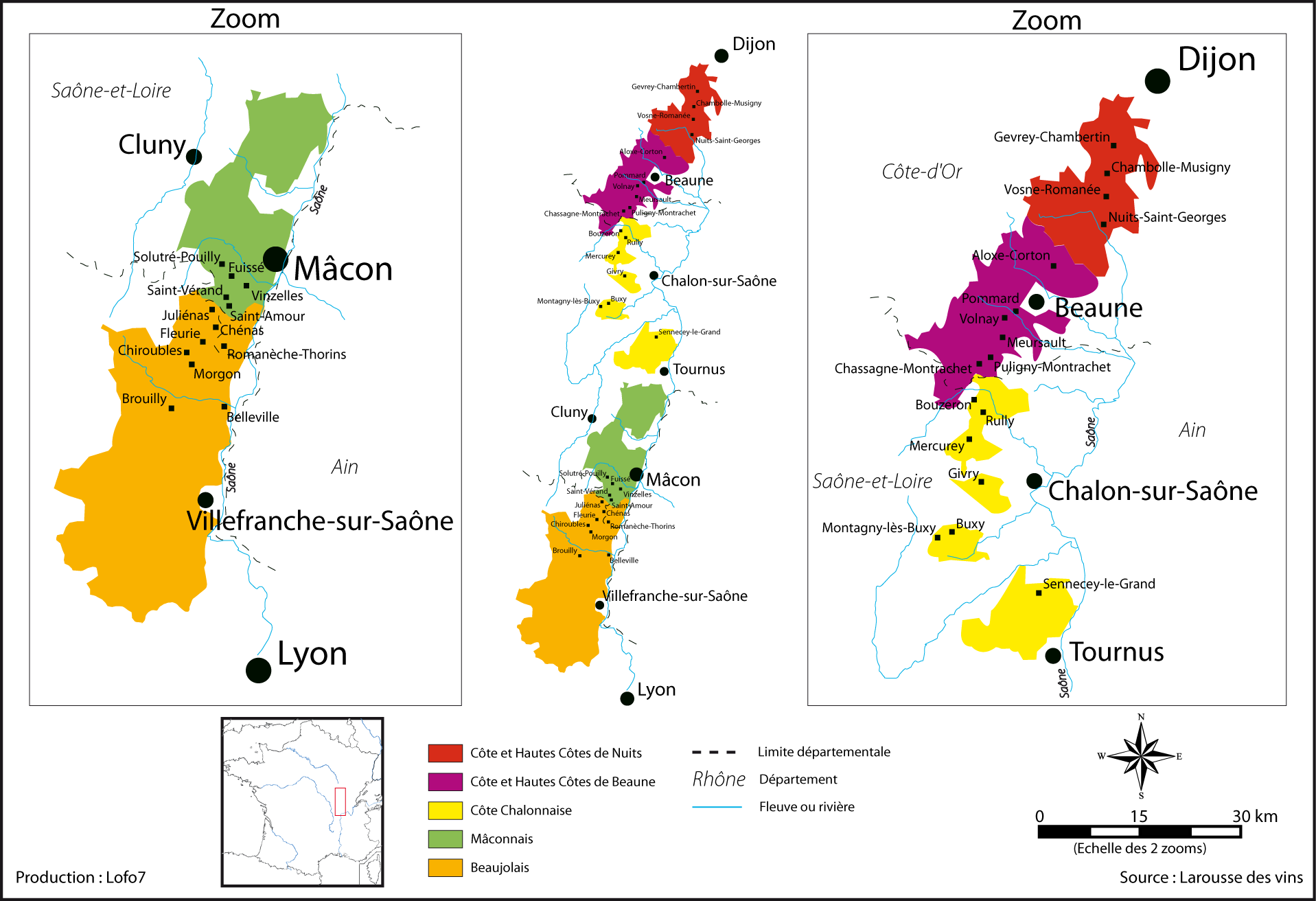
Das Weinbaugebiet Burgund. Die regionale Appellation Bourgogne Passtoutgrains ist praktisch deckungsgleich mit der Weinbauregion Burgund.

Das Weinbaugebiet Bourgogne Passetoutgrain ist die regionale Appellation der Weinbauregion Burgund. Eine andere Schreibweisen lautet Bourgogne passe-tout-grains. Regional heißt, dass jeder Wein der Großregion Burgund diesen Namen tragen darf, sofern die Mindestbestimmungen erfüllt sind. Seit dem 31. Juli 1937 wurden diese Bestimmungen im Rahmen einer Appellation d’Origine Contrôlée (kurz AOC) festgehalten. Unter die Bestimmungen fallen ausschließlich Rot- und Roséweine. Der einfache und frische Rotwein sollte höchstens 2–3 Jahre gelagert werden. Die Trinktemperatur sollte bei recht kühlen 13–15 °C liegen. Der Bourgogne Passetoutgrain gehört zu den seltenen Weinen des Burgunds, die nicht sortenrein ausgebaut werden, sondern ein Verschnitt aus Gamay und Spätburgunder ist. Da es im Département Côte-d’Or praktisch keine Gamay-Reben gibt, konzentriert sich der Ausbau des Weins auf die Gegend der Côte Chalonnaise im Département Saône-et-Loire.
Im Jahr 2006 wurden insgesamt 606,98 Hektar unter dieser Herkunftsbezeichnung deklariert. Die Produktionsmenge lag zwischen 2003 und 2007 im Mittel bei 35.989 Hektoliter Wein. Diese Werte beinhalten nicht die Produktionsmengen des Bourgogne, dessen Anbaubedingungen und Erntemengen getrennt beschrieben werden. Recht populär war der Wein in den 1980er und 1990er Jahren, als die Erntemengen bei 65.000–100.000 Hektoliter lagen.

## Rebsorten
Für den Rotwein und den Roséwein sind die beiden Rebsorten Gamay und Pinot noir (Spätburgunder) zugelassen. In den Vorschriften ist ebenfalls die Sorte Pinot Liébault erwähnt, die aber heutzutage eher als Klon des Spätburgunders angesehen wird. Die Erntebeschränkung liegt bei 55 Hektoliter/Hektar, der Mindestalkoholgehalt bei 9,5 %. Die Vorschrift verlangt, dass der Most für den Rot- und Roséwein mindestens 153 Gramm Zucker pro Liter (→ Mostgewicht) enthält. Falls in schwierigen Jahren einer Chaptalisation zugestimmt wird, darf der Alkoholgehalt des fertig vergorenen Weines nicht 12,5 Vol.-% übersteigen.

## Zugelassene Gemeinden

### Département Yonne
Im Département Yonne sind folgende 54 Gemeinden zugelassen:
Accolay, Asquins, Augy, Auxerre, Beine, Bernouil, Béru, Bleigny-le-Carreau, Chablis, Champvallon, La Chapelle-Vaupelteigne, Charentenay, Chemilly-sur-Serein, Cheney, Chichée, Chitry, Collan, Coulanges-la-Vineuse, Courgis, Cravant, Dannemoine, Dyé, Epineuil, Escolives-Sainte-Camille, Fleys, Fontenay-près-Chablis, Irancy, Joigny, Junay, Jussy, Lignorelles, Ligny-le-Châtel, Maligny, Migé, Molosmes, Mouffy, Poilly-sur-Serein, Quenne, Saint-Bris-le-Vineux, Saint-Cyr-les-Colons, Saint-Père, Serrigny, Tharoiseau, Tonnerre, Tronchoy, Val-de-Mercy, Venoy, Vermenton, Vézelay, Vézinnes, Villy, Vincelottes, Viviers, Volgré.

### Département Côte-d’Or
Im Département Côte-d’Or sind folgende 91 Gemeinden zugelassen:
Aloxe-Corton, Ancey, Arcenant, Auxey-Duresses, Baubigny, Beaune, Belan-sur-Ource, Bévy, Bissey-la-Côte, Bligny-lès-Beaune, Boncourt-le-Bois, Bouix, Bouze-lès-Beaune, Brion-sur-Ource, Brochon, Chambolle-Musigny, Charrey-sur-Seine, Chassagne-Montrachet, Chaumont-le-Bois, Chaux, Chenôve, Chevannes, Chorey, Collonges-lès-Bévy, Comblanchien, Corcelles-les-Monts, Corgoloin, Cormot-le-Grand, Corpeau, Couchey, Curtil-Vergy, Daix, Dijon, Échevronne, L’Étang-Vergy, Fixin, Flagey-Echézeaux, Fussey, Gevrey-Chambertin, Gilly-lès-Cîteaux, Gomméville, Griselles, Ladoix-Serrigny, Larrey, Magny-lès-Villers, Mâlain, Marcenay, Marsannay-la-Côte, Massingy, Mavilly-Mandelot, Marey-lès-Fussey, Meloisey, Messanges, Meuilley, Meursault, Molesmes, Monthelie, Montliot-et-Courcelles, Morey-Saint-Denis, Mosson, Nantoux, Noiron-sur-Seine, Nolay, Nuits-Saint-Georges, Obtrée, Pernand-Vergelesses, Plombières-lès-Dijon, Poinçon-lès-Larrey, Pommard, Pothières, Premeaux-Prissey, Puligny-Montrachet, Reulle-Vergy, La Rochepot, Saint-Aubin, Saint-Romain, Santenay, Savigny-lès-Beaune, Segrois, Talant, Thoires, Vannaire, Vauchignon, Villars-Fontaine, Villedieu, Villers-la-Faye, Villers-Patras, Vix, Volnay, Vosne-Romanée, Vougeot.

### Département Saône-et-Loire
Im Département Saône-et-Loire sind folgende 154 Gemeinden zugelassen:
Aluze, Ameugny, Azé, Barizey, Berzé-la-Ville, Berzé-le-Châtel, Bissey-sous-Cruchaud, Bissy-la-Mâconnaise, Bissy-sur-Fley, Bissy-sous-Uxelles, Blanot, Bonnay, Bouzeron, Boyer, Burgy, Burnand, Bussières, Buxy, Bray, Bresse-sur-Grosne, Cersot, Chagny, Chaintré, Chamilly, Champagny-sous-Uxelles, Chânes, Change, Chapaize, La Chapelle-de-Guinchay, La Chapelle-sous-Brancion, Charbonnières, Chardonnay, Charnay-lès-Mâcon, Charrecey, Chasselas, Chassey-le-Camp, Château, Cheilly-lès-Maranges, Chenôves, Chevagny-les-Chevrières, Chissey-lès-Mâcon, Clessé, Cortambert, Cortevaix, Couches, Crêches-sur-Saône, Créot, Cruzille, Culles-les-Roches, Curtil-sous-Burnand, Davayé, Dennevy, Dezize-lès-Maranges, Donzy-le-National, Dracy-lès-Couches, Dracy-le-Fort, Epertully, Etrigny, Farges-lès-Mâcon, Fleurville, Fley, Fontaines, Fuissé, Genouilly, Germagny, Givry, Grevilly, Hurigny, Igé, Jalogny, Jambles, Jugy, Jully-lès-Buxy, Lacrost, Laives, Laizé, Leynes, Lournand, Lugny, Mâcon, Malay, Mancey, Martailly-lès-Brancion, Massy, Mellecey, Mercurey, Milly-Lamartine, Montagny-lès-Buxy, Montbellet, Montceaux-Ragny, Moroges, Nanton, Ozenay, Paris-l’Hôpital, Péronne, Pierreclos, Préty, Prissé, Pruzilly, Remigny, La Roche-Vineuse, Romanèche-Thorins, Rosey, Royer, Rully, Saint-Albain, Saint-Amour-Bellevue, Saint-Boil, Saint-Clément-sur-Guye, Saint-Denis-de-Vaux, Saint-Désert, Saint-Gengoux-de-Scissé, Saint-Gengoux-le-National, Saint-Gilles, Saint-Jean-de-Trézy, Saint-Jean-de-Vaux, Saint-Léger-sur-Dheune, Saint-Mard-de-Vaux, Saint-Martin-Belle-Roche, Saint-Martin-du-Tartre, Saint-Martin-sous-Montaigu, Saint-Maurice-des-Champs, Saint-Maurice-de-Satonnay, Saint-Maurice-lès-Couches, Saint-Pierre-de-Varennes, Saint-Sernin-du-Plain, Saint-Symphorien-d’Ancelles, Saint-Vallerin, Saint-Vérand, Saint-Ythaire, La Salle, Salornay-sur-Guye, Sampigny-lès-Maranges, Santilly, Sassangy, Saules, Savigny-sur-Grosne, Sennecey-le-Grand, Senozan, Sercy, Serrières, Sigy-le-Châtel, Sologny, Solutré-Pouilly, Tournus, Uchizy, Vaux-en-Pré, Vergisson, Vers, Verzé, Le Villars, La Vineuse, Vinzelles, Viré.

### Département Rhône
Im Département Rhône sind folgende 85 Gemeinden zugelassen:
Alix, Anse, L’Arbresle, Les Ardillats, Arnas, Bagnols, Beaujeu, Belleville, Belmont-d’Azergues, Blacé, Le Bois-d’Oingt, Le Breuil, Bully, Cercié, Chambost-Allières, Chamelet, Charentay, Charnay, Châtillon-d’Azergues, Chazay-d’Azergues, Chénas, Chessy, Chiroubles, Cogny, Corcelles-en-Beaujolais, Dareizé, Denicé, Emeringes, Fleurie, Frontenas, Gleizé, Jarnioux, Juliénas, Jullié, Lacenas, Lachassagne, Lancié, Lantignié, Légny, Létra, Liergues, Limas, Lozanne, Lucenay, Marchampt, Marcy, Moiré, Montmelas-Saint-Sorlin, Morancé, Nuelles, Odenas, Oingt, Les Olmes, Le Perréon, Pommiers, Pouilly-le-Monial, Quincié-en-Beaujolais, Régnié-Durette, Rivolet, Salles-Arbuissonnas-en-Beaujolais, Saint-Clément-sur-Valsonne, Saint-Cyr-le-Chatoux, Saint-Didier-sur-Beaujeu, Saint-Étienne-des-Oullières, Saint-Étienne-la-Varenne, Saint-Germain-sur-l’Arbresle, Saint-Georges-de-Reneins, Saint-Jean-d’Ardières, Saint-Jean-des-Vignes, Saint-Julien, Saint-Just-d’Avray, Saint-Lager, Saint-Laurent-d’Oingt, Saint-Loup, Sainte-Paule, Saint-Romain-de-Popey, Saint-Vérand, Sarcey, Ternand, Theizé, Vaux-en-Beaujolais, Vauxrenard, Vernay, Ville-sur-Jarnioux, Villié-Morgon.
Übergangsweise waren noch folgende Gemeinde bis zum Jahrgang 2005 zugelassen:
1. Im Département Côte-d’Or: Chevigny-en-Valière, Combertault, Corcelles-les-Arts, Ebaty, Levernois, Merceuil, Montigny-lès-Beaune, Perrigny-lès-Dijon, Sainte-Marie-la-Blanche, Tailly.
2. Im Département Yonne: Appoigny, Chichery, Montagny-la-Resle.
3. Im Département Saône-et-Loire: Géanges, Saint-Loup-de-la-Salle, Chaudenay, Demigny.